# Edmund Sylvers
Edmund Theodore Sylvers (Memphis (Tennessee), 25 de janeiro de 1957 - Richmond (Virgínia), 11 de março de 2004) foi o vocalista do disco do grupo de soul music The Sylvers. Nascido em Memphis, Tennessee, Sylvers tinha 15 anos quando ele começou a cantar com a família baseada grupo musical, e tinha 18 anos quando ele cantou o maior hit do grupo, "Boogie Fever" (1975).
Sylvers foi a voz de Marlon no ABC 1971-1973-série televisiva de animação The Jackson 5ive.
Sylvers morreu de câncer no pulmão aos 47 anos. Ele foi socorrido por 11 filhos e filhas.